# Арбузовка (Колыванский сельсовет)
Арбу́зовка — село в Павловском районе Алтайского края. Входит в состав Колыванского сельсовета.

## История
Основано в 1893 году. В 1926 году село состояло из 222 хозяйств. В национальном составе населения преобладали русские. В административном отношении являлось центром Арбузовского сельсовета Павловского района Барнаульского округа Сибирского края.

## Население
| 1926 | 1997 | 1998 | 2000 | 2001 | 2002 | 2003 | 2004 | 2005 |
| ---- | ---- | ---- | ---- | ---- | ---- | ---- | ---- | ---- |
| 1227 | ↘274 | ↗275 | ↗291 | ↘286 | ↗287 | ↗295 | ↗309 | ↗325 |
| 2006 | 2007 | 2008 | 2009 | 2010 | 2011 | 2012 | 2013 | 2019 |
| ↘317 | →317 | →317 | ↘304 | ↘289 | ↗291 | ↘275 | ↘270 | ↗280 |

### Национальный состав
Согласно результатам переписи 2002 года, в национальной структуре населения русские составляли 95 %.